# Réserve naturelle de Nämdö
La réserve naturelle de Nämdö (en suédois : Nämdö naturreservat) est une réserve naturelle de l'archipel de Stockholm dans le comté de Stockholm en Suède,,.

## Présentation
Située dans la commune de Värmdö, dans le comté de Stockholm. La zone est protégée depuis 2002 et s'étend sur 2 236 hectares, dont 495 hectares de terre et 1 740 hectares d'eau. A cela s'ajoute une forêt de 283 hectares.
La réserve comprend deux parties, une partie couvre le nord de Nämdö, y compris la ferme d'Östanvik et les îles environnantes. 
La deuxième partie comprend quelques îles de Nämdöfjärden au sud-ouest de Nämdö, dont Rögrund et une grande partie d'Uvön. 
La réserve comprend une forêt de pins, une forêt d'épicéas et une forêt mixte de conifères ainsi que de plus petites parties de terres cultivées et de forêts marécageuses.
La réserve naturelle fait partie de la ceinture calcaire primitive de l'archipel méridional, ce qui signifie qu'elle possède une flore très particulière et riche en espèces de fougères et d'orchidées. 
Les falaises calcaires sont riches en espèces botaniques
Dans la réserve, on trouve de tout, des environnements côtiers et archipels accidentés aux zones forestières et paysages agricoles de Nämdö. Les falaises calcaires d'Östanvik et la forêt de Nämdö Böte et Skabban comptent parmi les plus riches en espèces botaniques de tout l'archipel.
Nämdö est également connue pour ses sites culturels et historiques, tels que l'église de Nämdö et la ferme de Nämdö. L'église de Nämdö remonte au Moyen Âge et est l'une des plus anciennes églises de l'archipel. Hembygdsgården est une ancienne ferme qui fait désormais office de musée et montre la vie à Nämdö au XIXème siècle.